# Gieren (luchtvaart)

Gieren met het richtingsroer

Met gieren wordt in de luchtvaart een beweging om de top-as aangeduid. De top-as is een denkbeeldige lijn die verticaal door het zwaartepunt van het vliegtuig loopt. Een draai om de top-as is dus een verandering van de richting waarin de neus van het vliegtuig staat. Dit gaat al dan niet gepaard met een koersverandering. De term is afgeleid van het gelijknamige begrip uit de scheepvaart.
De Engelse benaming voor gieren, yaw, wordt in het Nederlands ook veelvuldig gebruikt.
Om te zorgen dat een vliegtuig richtingstabiel is, is het uitgerust met een kielvlak. Dit zorgt ervoor dat een vliegtuig na een extern teweeggebracht giermoment naar zijn oorspronkelijk stand terug zal willen keren.
Soms wil de vlieger het vliegtuig opzettelijk doen gieren, bijvoorbeeld bij het vliegen van een gecoördineerde bocht. Daarom is een vliegtuig uitgerust met een richtingsroer waarmee de piloot een giermoment initieert. Door op het linker of rechter pedaal te trappen wordt het richtingsroer bewogen in de gewenste richting.
Bepaalde situaties lijden juist tot gieren waarbij dit juist met het richtingsroer geheel of gedeeltelijk ongedaan dient te worden. Voorbeelden waarbij het vliegtuig een giermoment ondervindt zijn:
- Een verandering in het vermogen bij een éénmotorig propellervliegtuig (door het aerodynamische effect van de door de propeller opgewekte luchtstroom op het verticale staartvlak).
- Een verschil in vermogen tussen een motor die links en een motor die rechts van de romp is geplaatst (normaal gesproken alleen bij een technische storing).
- Als neveneffect van rolroer uitslag (doordat het rolroer dat naar beneden uit slaat meer luchtweerstand opwekt dan het rolroer aan de andere vleugel dat omhoog uit slaat).

## Neveneffect
Bij de meeste vliegtuigen leidt gieren tevens tot rollen, (beweging om de langsas). Als men een bepaalde richting op giert, komt de tegenovergestelde vleugel gunstiger in de luchtstroming te staan. Hierdoor ontwikkelt die vleugel meer liftkracht en ontstaat een rolmoment.